# 索尤特人
索尤特人（俄语：сойоты；索尤特语：соёд, сойыт, саяты），又称索约特人、索牙恩人，主要居住在俄罗斯布里亚特共和国奥卡区，根据2010年的人口普查，在俄罗斯有3,608人。
索尤特人的历史很难研究。科学文献只有关于他们起源的部分评论。索尤特人可能出身于萨彦萨莫耶德部落，在公元7-8世纪或是更早的时候属于突厥人。
他们分散在布里亚特人之间，以养鹿与狩猎为生，现在的索尤特人说布里亚特语，本民族语言索尤特语类似于图瓦语，但已经灭绝。

## 外部連結
- «Мир в лицах»: фотограф полгода путешествовал по Сибири, где заснял представителей коренных народов России （页面存档备份，存于）